# Johann Frimont
Johann Frimont, avstrijski general, * 1759, † 1831.